# Peschiera del Garda

Lage der Gemeinde Peschiera del Garda in der Provinz Verona

Peschiera del Garda [peˈskjɛːra del ˈɡarda] ist eine italienische Gemeinde mit 10.987 Einwohnern (Stand 31. Dezember 2023) in der Provinz Verona, Region Venetien. Nach dem römischen Namen der Stadt Arilica werden ihre Einwohner heute noch Arilicensi genannt.
Seit dem 9. Juli 2017 ist die Festung von Peschiera del Garda Teil der UNESCO-Welterbestätte Venezianisches Verteidigungssystem des 16. bis 17. Jahrhunderts.

## Lage und Daten
Peschiera del Garda liegt am Südostufer des Gardasees an der Stelle, an der der Mincio, der einzige Abfluss des Gardasees, den See verlässt. Teile der Altstadt trennen mit ihren Festungsanlagen den Ort vom Festland. Der Ort verfügt über einen kleinen Yachthafen, einen Bahnhof und ist Standort der italienischen Armee.
Die Nachbargemeinden sind Castelnuovo del Garda, Desenzano del Garda (BS), Ponti sul Mincio (MN), Pozzolengo (BS), Sirmione (BS) und Valeggio sul Mincio.
Seit mehreren Jahren wirbt Peschiera für sich als eine barrierefreie Stadt. Sämtliche Läden sind über eine Rampe auch für Rollstuhlfahrer† erreichbar. Ihnen fehlt zwar oft die optimale Steigung, sie sind aber trotzdem eine große Erleichterung für Rollstuhlfahrer.

## Verwaltungsgliederung
Neben Peschiera sul Garda mit dem Gemeindesitz gehören zur Gemeinde noch die folgenden drei Fraktionen: San Benedetto di Lugana, Dolci und Broglie. Das Wappen von Peschiera del Garda zeigt einen Stern und zwei Aale und erinnert daran, dass der Aalfang bis in die Neuzeit ein wichtiger Wirtschaftszweig darstellte. Darüber ist eine Krone in Form einer Befestigungsmauer mit Schwalbenschwanzzinnen abgebildet – eine Anspielung an die ehemalige Scaligerburg.

## Geschichte

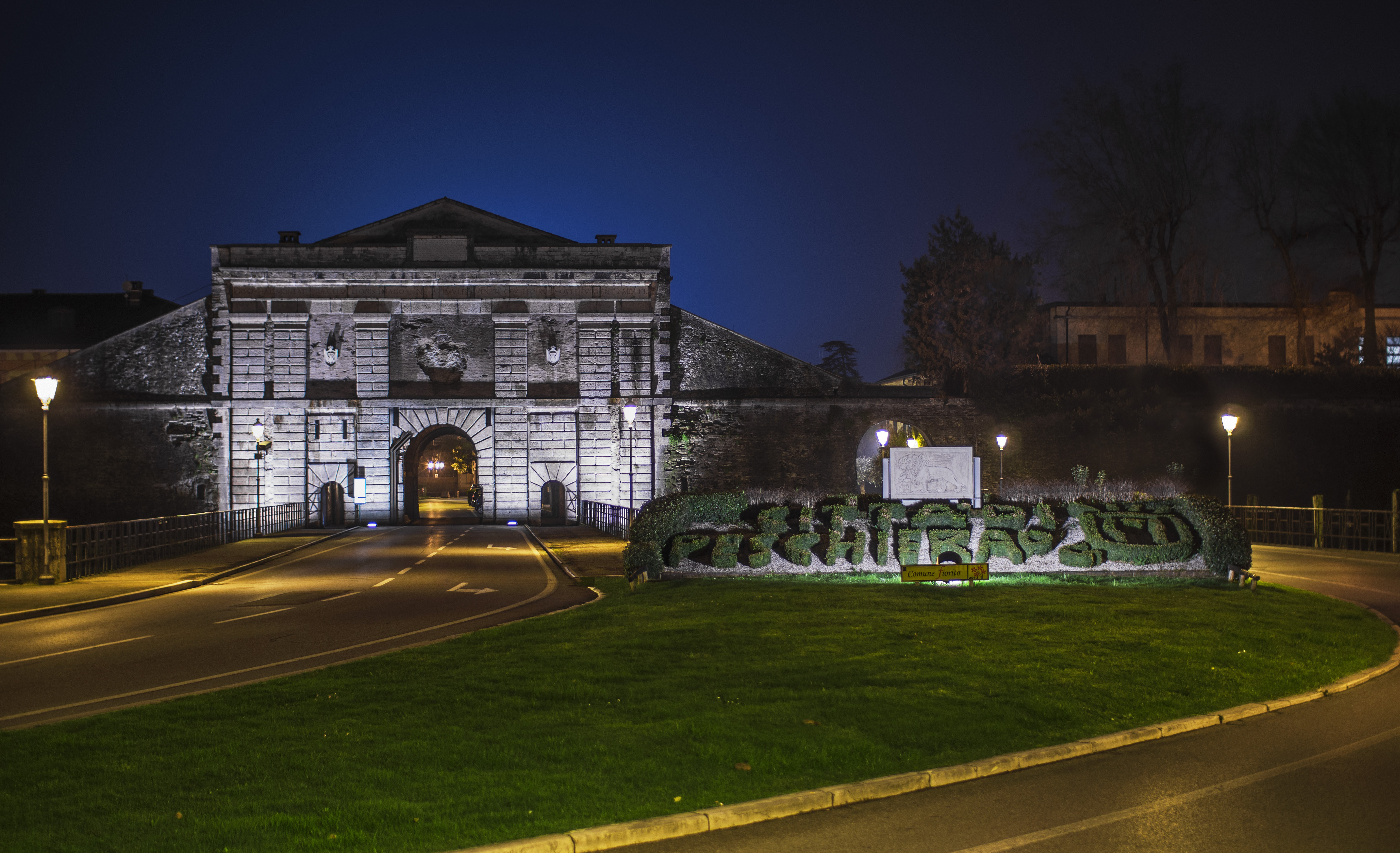
Vormals venezianisches Eingangstor mit abgeschlagenem Markuslöwen im Norden der Festung

Die früheste Besiedlung Peschieras geht auf die Frühe Bronzezeit zurück. Mitte des 21. Jahrhunderts v. Chr. begann die erste Phase der Pfahlbausiedlung von Belvedere am Ufer des Gardasees und endete etwa 100 Jahre später. Ende des 18. Jahrhunderts wurde die Pfahlbausiedlung von Frassino am Lago di Frassino errichtet. Nach 70 Jahren wurde sie aufgegeben. Zu dieser Zeit, am Übergang von der Frühen zur Mittleren Bronzezeit begann die kurz zweite Phase der Pfahlbausiedlung am Gardasee. Die Pfahlbausiedlung von Bacino Marina nördlich der Bastion Querini war etwa von 1600 bis 1200 v. Chr. bewohnt. Als an vielen Orten die Pfahlbausiedlungen bereits aufgegeben waren, bestand diese weiterhin. Weitere Siedlungen südlich von Peschiera del Garda an den Seitenarmen des Mincio wurden erst um 1100 v. Chr. aufgelassen. Die beiden älteren Pfahlbausiedlungen, die erst Ende des 20. Jahrhunderts erforscht wurden, gehören zu den 111 Prähistorischen Pfahlbauten um die Alpen, die 2011 in die Liste des UNESCO-Welterbes aufgenommen wurden. Die jüngeren Siedlungen wurden bereits in der zweiten Hälfte des 19. und zu Beginn des 20. Jahrhunderts ausgegraben. Nach diesen Siedlungen wird die späte Pfahlbau-Periode von 1500 bis 1100 v. Chr. auch Peschierazeit genannt.
In der Römerzeit war Peschiera ein Vicus in der römischen Provinz Gallia cisalpina. In Inschriften wurde er Arilica oder Arelica genannt, während er in der Peutingertafel als Ariolica und bei dem Geograph von Ravenna als Ariolita erscheint. Auch die Entfernungen in der Peutingertafel zwischen Ariolica und Verona mit 13 römischen Meilen (etwa 19 km) und Ariolica und Brescia 32 römischen Meilen (etwa 47 km) passen gut zu den tatsächlichen Entfernungen von etwa 23 und 40 km. Plinius der Ältere berichtete, ohne den Ort Arilica zu nennen, dass dort, wo der Mincio aus dem Gardasee fließt, jedes Jahr im Herbst große Mengen an Aale gefangen wurden.
Wahrscheinlich zwischen dem 8. und 9. Jahrhundert nahm der Ort den heutigen Namen Peschiera an. Zumindest erscheint es in einem Dokument vom 12. November 877 unter dem Namen Piscaria in dem Karl der Kahle dem Abt Theotricus der Abtei Nonantola ältere Urkunden bestätigte, die zum Teil auf Karl den Großen zurückgingen. 899 nahm Peschiera Berengar I. nach seiner Niederlage gegen die nach Norditalien einfallenden Ungarn am Fluss Brenta auf. Während der Signorie fiel der Ort erst unter die Kontrolle der Familie Ezzelino. Nach der Niederlage Ezzelinos III. 1259 in der Schlacht bei Cassano d’Adda und dem darauffolgenden Niedergang des Hauses Ezzelino fiel Peschiera 1260 an Mastino I. della Scala. Die Herrschaft der Scaliger dauerte bis zum Ende des 14. Jahrhunderts an, als Peschiera an Gian Galeazzo Visconti fiel.
1440 konnte schließlich die Republik Venedig unter ihrem Condottiere Francesco I. Sforza den Ort einnehmen. Venedig baute zwischen dem 15. und 16. Jahrhundert Peschiera zu einer Festung aus.

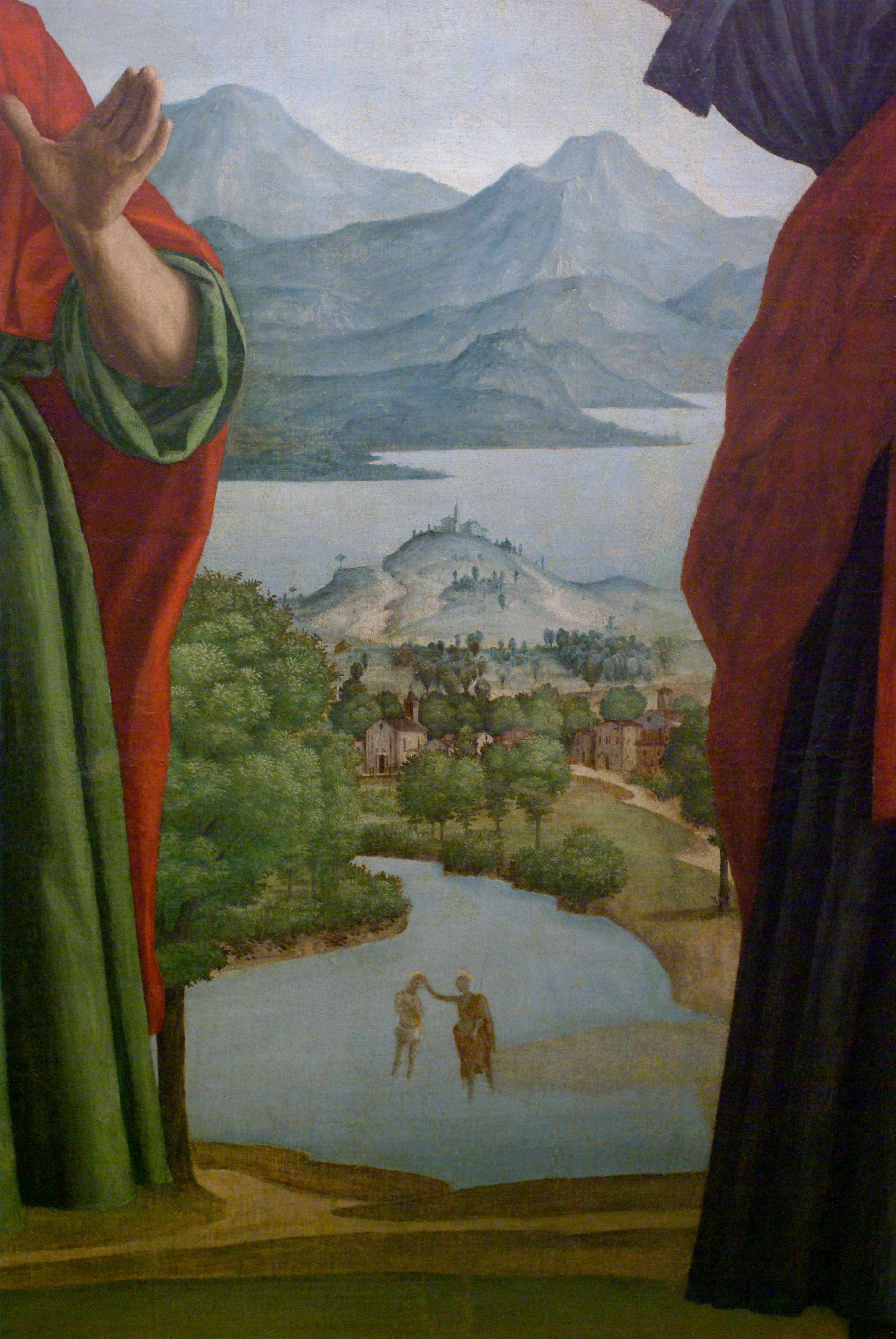
Ausschnitt des Gemäldes Madonna della quercia von Girolamo dai Libri (nach 1533). Das Bild zeigt den Gardasee von Süden her gesehen. Im Vordergrund der Fluss Mincio, in dem vermutlich Johannes der Täufer Jesus tauft

Nach dem Wiener Kongress wurde Peschiera Teil des Königreiches Lombardo-Venetien und bildete mit den Orten Mantua, Verona und Legnago das sogenannte Festungsviereck. Während des ersten italienischen Unabhängigkeitskrieges nahmen piemontesische Truppen Peschiera am 30. Mai 1848 ein. Aber erst nach dem dritten italienischen Unabhängigkeitskrieg von 1866 gelangte Peschiera zum neu gegründeten Königreich Italien.

## Sehenswürdigkeiten
Sehenswürdigkeiten sind unter anderem der historische Ortskern mit der Festungsmauer, die Pfarrkirche San Martino sowie Ausgrabungen aus der römischen Zeit.

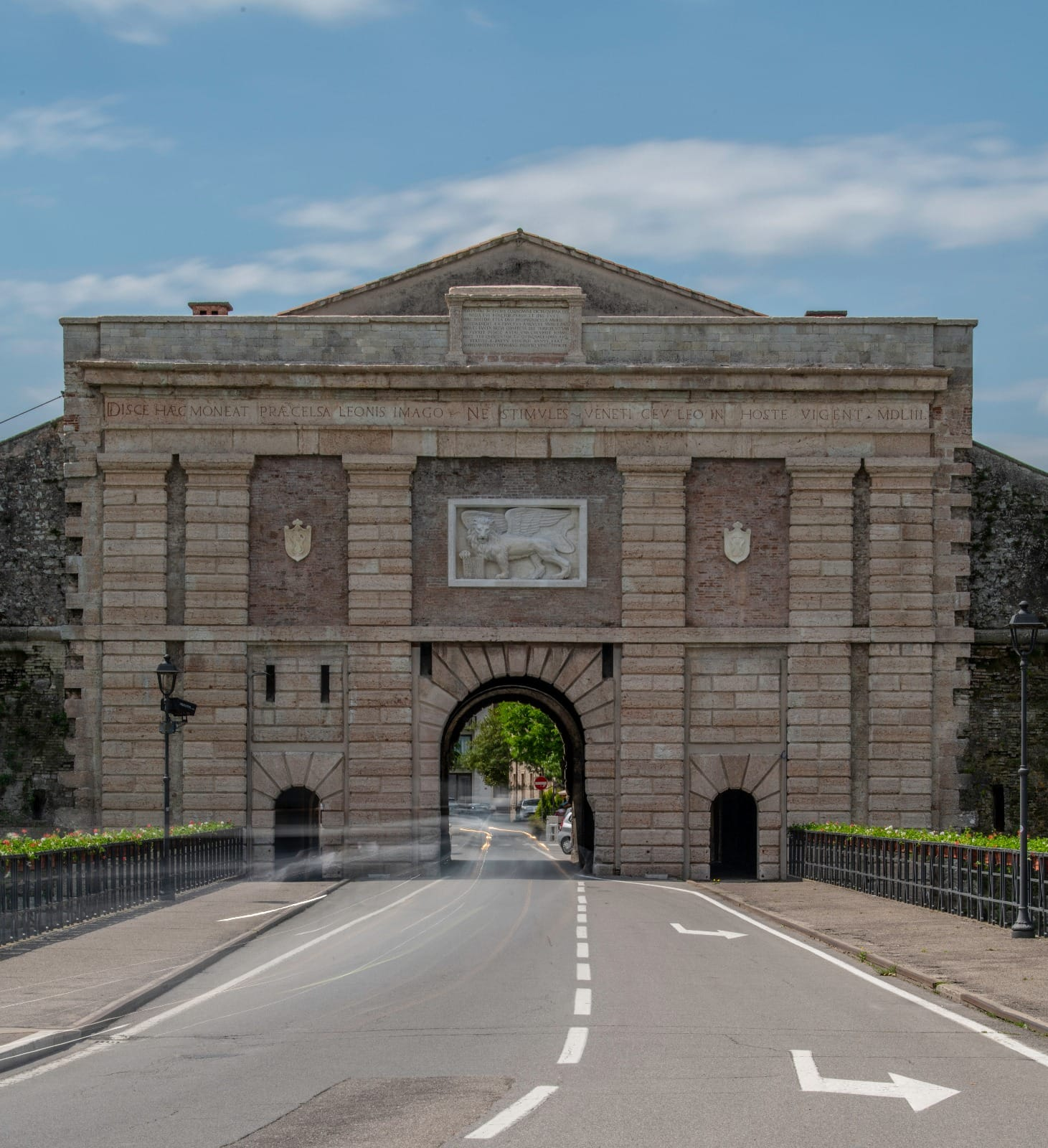
Porta Verona
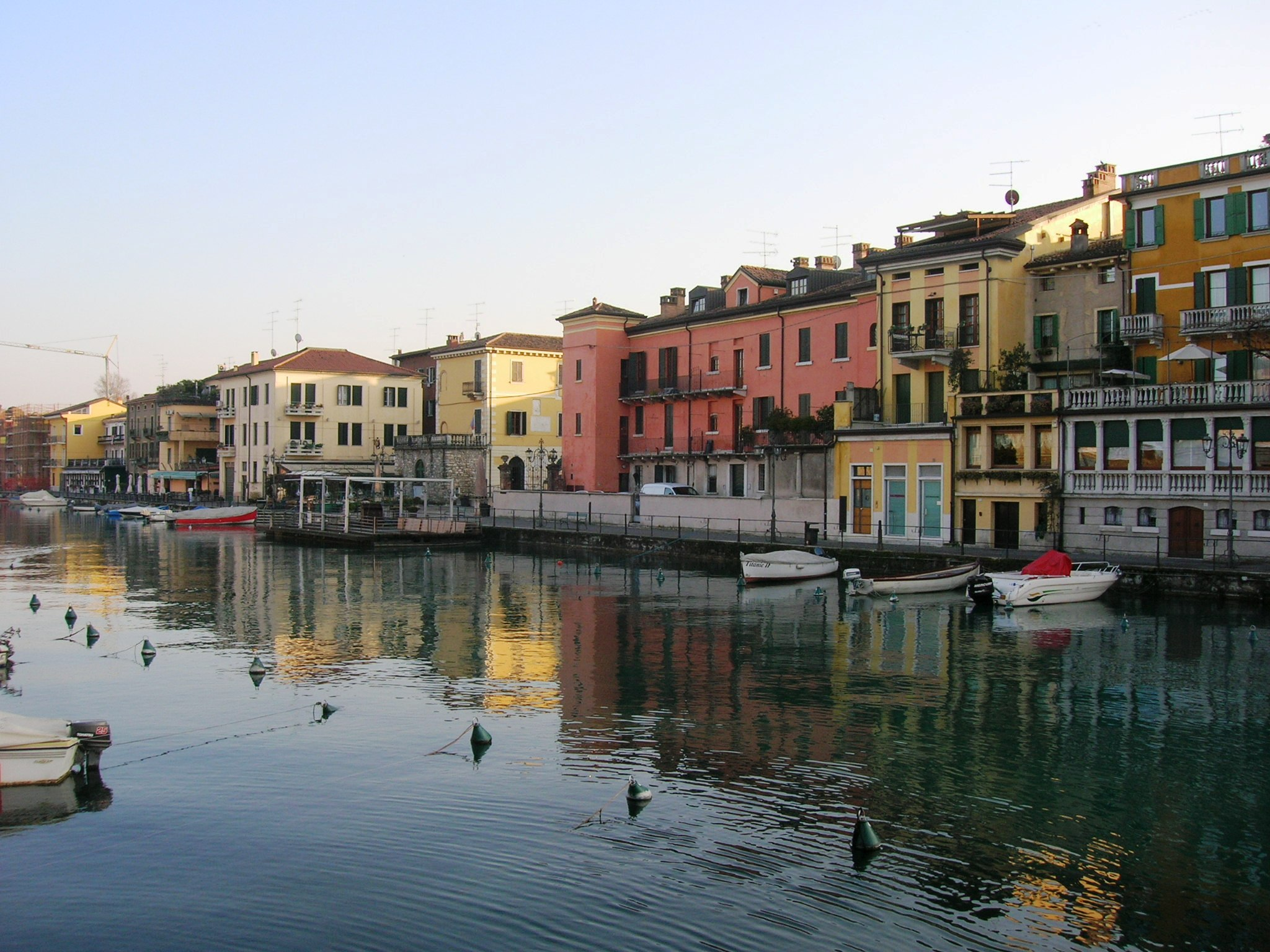
Häuserzeile am Lungomincio
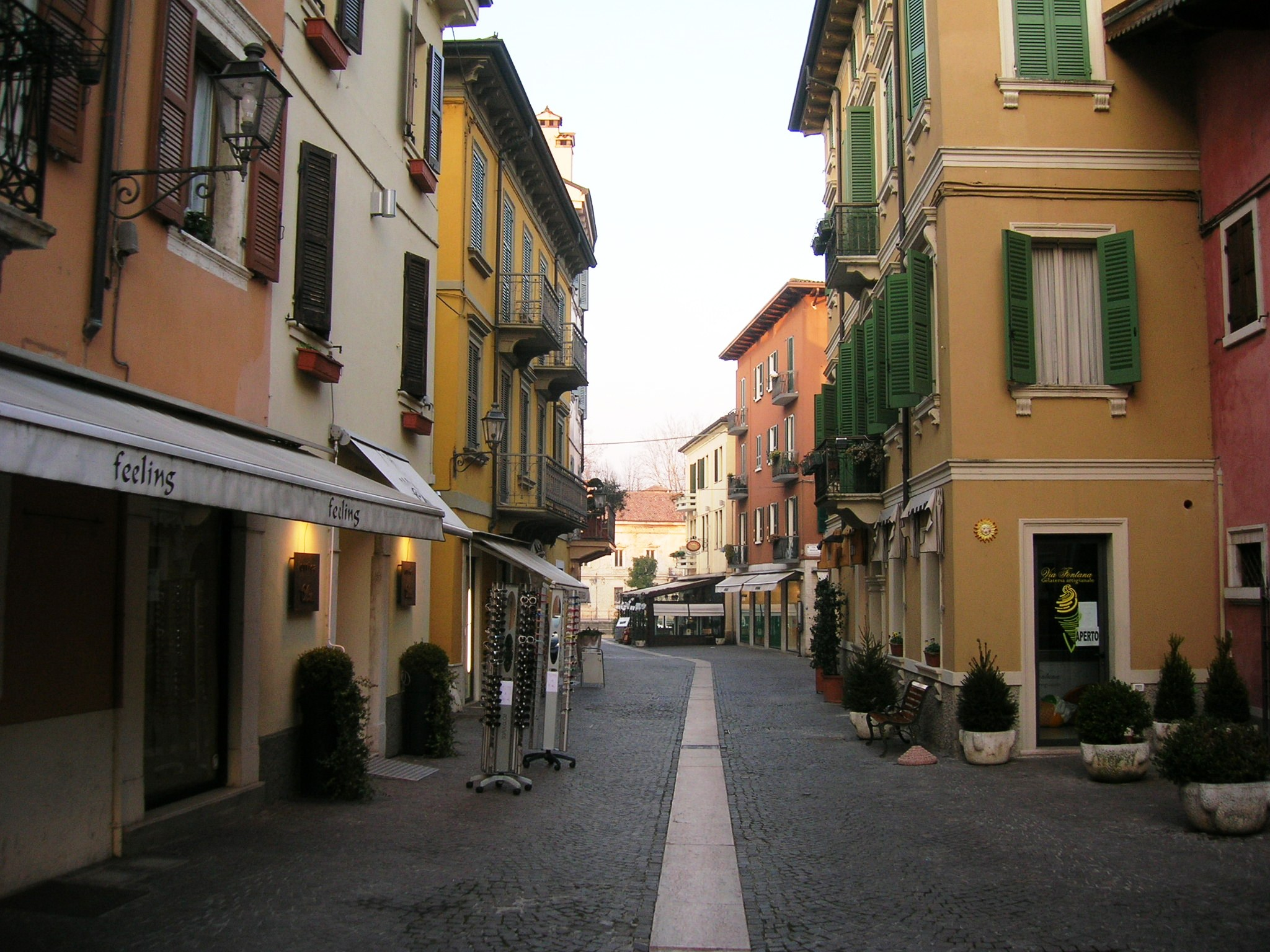
Innenstadt
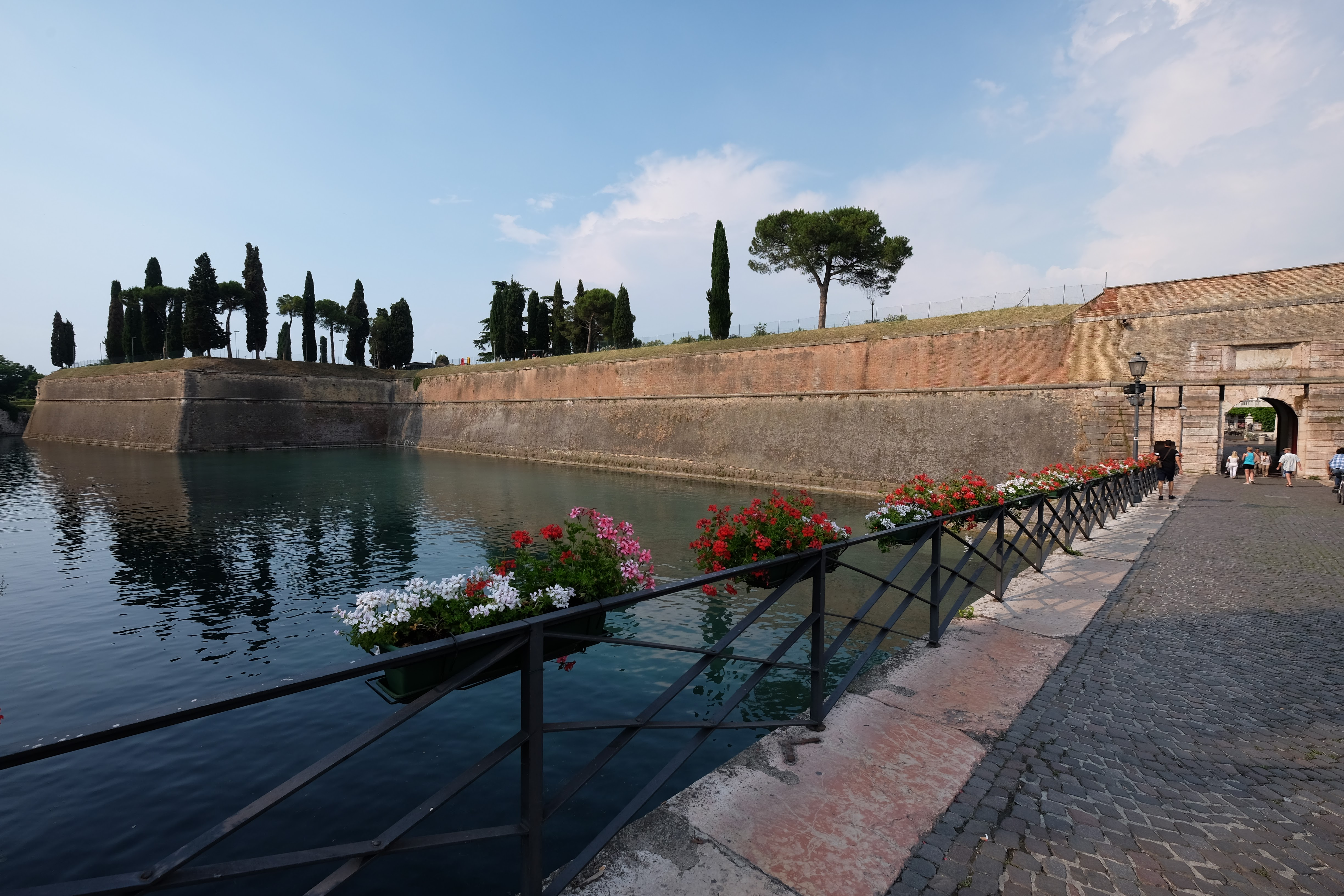
Porta Brescia
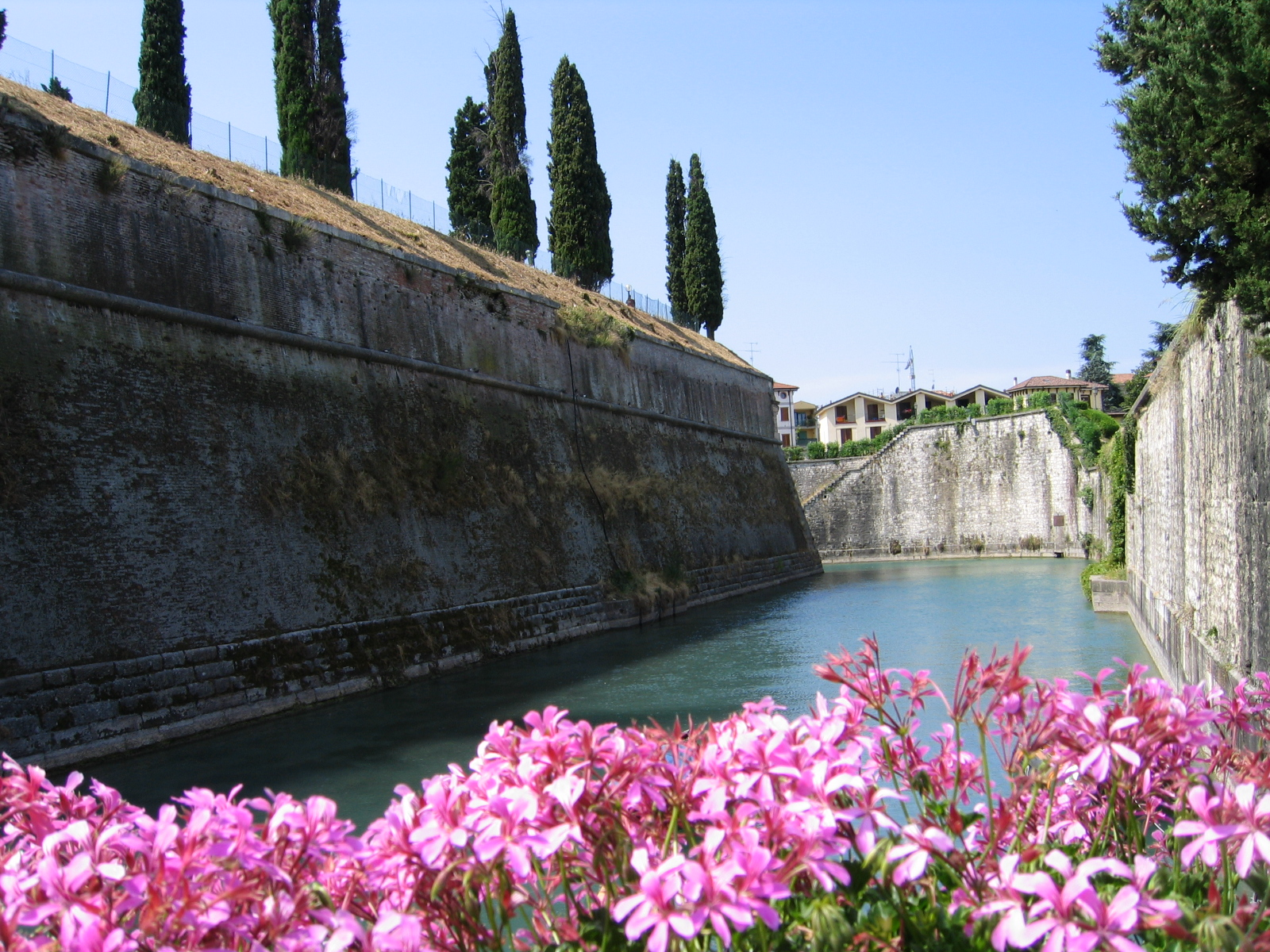
Festungsmauer
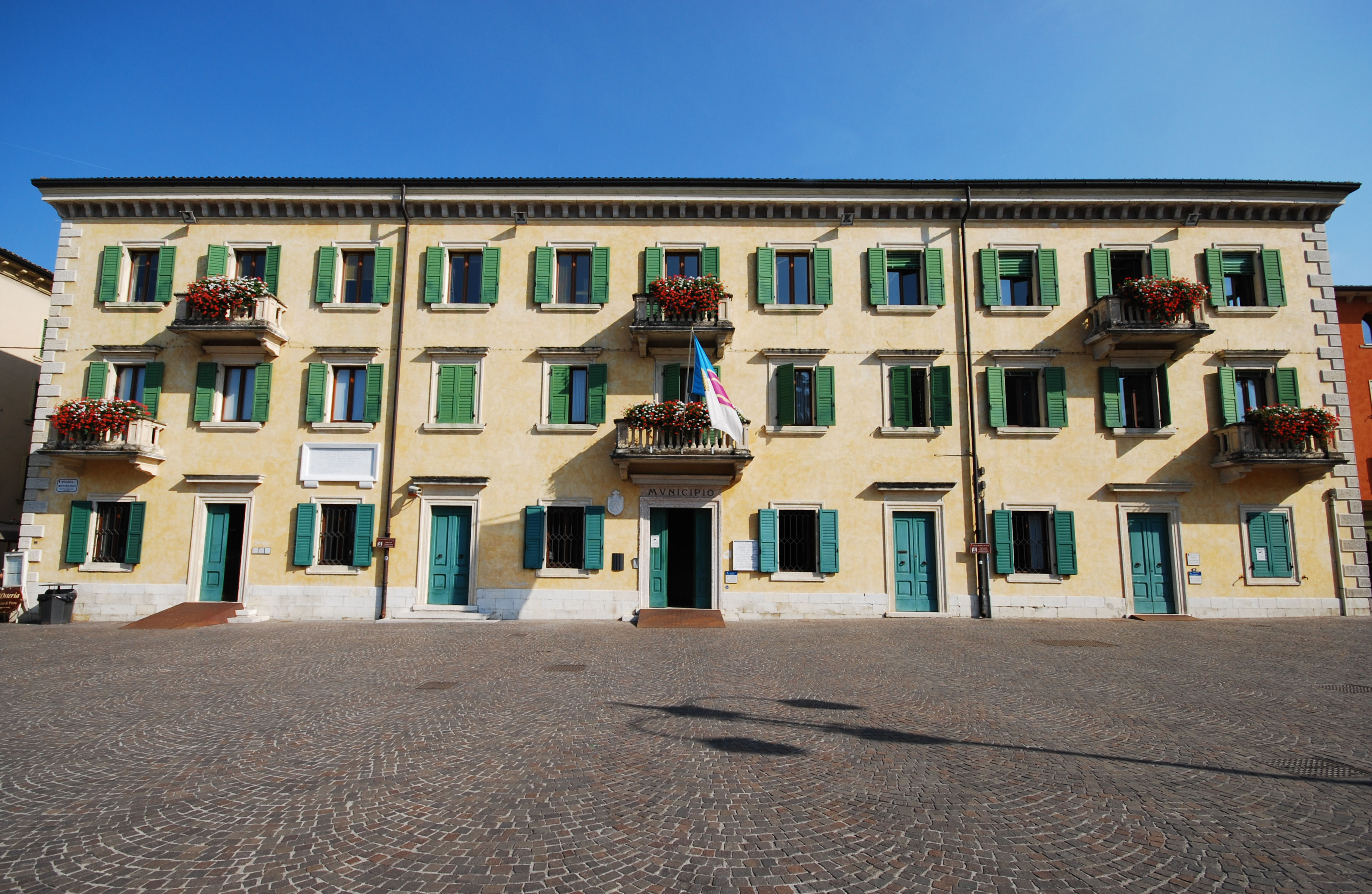
Rathaus

## Wirtschaft
Peschiera ist kein klassischer Touristenort und hat daher viel gewachsene Strukturen. In jüngerer Zeit ist aber auch hier der Tourismus im Kommen. In die Stadt kommen 2,4 Millionen Touristen pro Jahr; sie liegt damit auf Platz 21 unter den Reisezielen in Italien.
Markttag ist Montag. Städte in der Umgebung sind Brescia im Westen und Verona im Osten. Peschiera del Garda ist Teil des Weinbaugebiets Lugana.

## Persönlichkeiten
- Andreas Grego von Peschiera (um 1400–1485), dominikanischer Theologe
- Pietro Torri (* um 1650–1737), Komponist im Zeitalter des Barocks am Hofe Wittelsbach
- Fabio Testi (* 1941), Schauspieler
- Edoardo Zardini (* 1989), Radsportler
- Marash Kumbulla (* 2000), Fußballspieler